# Contracorriente (película de 2006)
Contracorriente es una película mexicana de ficción de 2006 dirigida por Elisa Salinas y Rafael Gutiérrez, basada en el libro Mujer alabastrina del juarense Víctor Bartoli. Está protagonizada por Ana Claudia Talancón, Silvia Navarro y Dolores Heredia.

## Sinopsís
Se cuenta la vida (en una etapa de juventud) de "Chuya", "Cata" y la "Güera", tres mujeres de clase media y baja que viven en la fronteriza Ciudad Juárez y que deben enfrentar adversidades, principalmente a raíz de ser seducidas y engañadas por sus parejas. 

## Elenco
- Ana Claudia Talancón - "Chuya"
- Dolores Heredia - Catalina "Cata"
- Silvia Navarro - Rebecca "La Güera"
- Héctor Suárez - Natalio
- Sergio Basáñez - Roberto "Bobby"
- Héctor Suárez Gomís -"Nano"
- Ofelia Medina - Nacha
- Rafael Inclán - Emiliano
- Luis Gatica - Raúl
- Ivonne Montero - Mercedes "Meche"
- Rafael Sánchez-Navarro - Dueño de la Maquiladora
- Isaura Espinoza
- Julio Bracho Castillo
- Carmen Delgado
- Isela Vega
- Gabriela Roel

## Trama
La historia es una adaptación contemporánea de la novela escrita en los años 1990 llamada Mujer alabastrina -el cual fue el también el primer título de la película-,  y va desde poco antes de que las protagonistas se conocieran entre sí -acaban entrelazando sus caminos- hasta poco después de abandonar el trabajo que compartirían en una maquiladora. Aparte de esta ocupación, las tres vivirán situaciones problemáticas similares. 
Los principales temas que son abordados son la violencia machista, los embarazos no deseados, el aborto, la primera relación sexual, la explotación laboral y la fortaleza de las mujeres; pero sin dejarse en claro cual de estos guía la producción. Todo, desde una perspectiva cotidiana que suele caer en un humor negro. 
Hechos destacables son que las protagonistas llevan vidas “casi normales” y que los casos de las feminicidios en Ciudad Juárez apenas les rozan; siendo más visibles sus lutos por muertes de hombres.

## Producción
Con un presupuesto de 15 millones de pesos, utilizó locaciones de Ciudad Juárez, como: el monumento, los panteones, el paso y colonias pobres de la ciudad. La banda original contiene canciones del grupo norteño Cardenales de Nuevo León, 203 y otros músicos.
Fue filmada en el año 2005 y concluida al año siguiente, haciendo su debut en el Festival Internacional de Cine de Guadalajara de 2007, sin embargo recién pudo ser estrenada en el circuito comercial el 19 de febrero de 2010, debido a problemas con la productora inicial que deseaba presentarla en pocas copias.